# Timothy Kiplagat
Timothy Kiplagat Ronoh (* 18. September 1993) ist ein kenianischer Langstreckenläufer, der sich auf den Marathonlauf spezialisiert hat.
Bei den Weltmeisterschaften 2023 belegte er den 14. Platz im Marathonlauf. Beim Tokio-Marathon 2024 wurde Kiplagat Zweiter mit einer persönlichen Bestzeit von 2:02:55. Damit war er der siebtschnellste Läufer aller Zeiten bei dieser Veranstaltung. Seine Zeit über 25 km war zudem die drittschnellste, die jemals über diese Distanz gemessen wurde. Er gewann außerdem den Abu-Dhabi-Marathon 2022 und das Saint Silvester Road Race 2023 und hält den Streckenrekord für den Melbourne-Marathon.
Kiplagat war ein Trainingspartner und Freund des Marathon-Weltrekordhalters Kelvin Kiptum.